# Bataille de la Division-17
Guerre civile syrienne
Batailles
La bataille de la Division-17 a lieu les 24 et 25 juillet 2014 lors de la guerre civile syrienne. Elle s'achève par la victoire de l'État islamique, qui prend d'assaut la base de la Division-17, au nord de la ville de Raqqa.

## Déroulement
La base de la Division-17 (en) de l'armée arabe syrienne se situe au nord de la ville de Raqqa, isolée depuis mars 2013 au milieu d'une région contrôlée d'abord par l'opposition puis, à partir de septembre 2013, par l'État islamique. Le 24 juillet 2014 à l'aube, après quelques semaines d'escarmouches, les djihadistes lancent une vaste attaque contre la base défendue,. 
Selon l'Observatoire syrien des droits de l'homme (OSDH), plusieurs centaines de soldats syriens assurent la défense de la base. Selon le journal As-Safir, 600 fantassins de l'État islamique et 40 hommes des troupes d'infiltration prennent part à l'assaut alors que la base n'est défendue que par 300 soldats syriens.
L'attaque commence par une double attaque-suicide effectuée par deux djihadistes saoudiens au volant de véhicules piégés,. Ces derniers échouent à atteindre leurs cibles et explosent prématurément. Les djihadistes lancent ensuite l'assaut et tentent de percer une brèche dans le mur d'enceinte, déjà endommagé par de précédents combats. Des avions et des hélicoptères sont envoyés par le régime syrien pour appuyer les assiégés. Les affrontements durent près de deux jours mais les djihadistes prennent l'avantage et les loyalistes décident d'abandonner la base le soir du 25 juillet. Cependant la retraite tourne mal et les soldats tombent dans une embuscade, plusieurs parviennent à s'échapper mais d'autres sont tués ou faits prisonniers,.
La bataille de la Division-17 est alors la plus grande confrontation entre l'État islamique et l'armée syrienne depuis le début de la guerre civile syrienne,.

## Pertes
Le 26 juillet, l'Observatoire syrien des droits de l'homme (OSDH), affirme que « des centaines de soldats qui ont survécu ont battu en retraite vendredi vers des endroits sûrs », mais il indique que 200 autres sont portés disparus et qu'au moins 85 ont été tués, dont 16 morts au combat, 19 tués dans le double attentat-suicide et 50 prisonniers exécutés, dont plusieurs par décapitation. Les corps et les têtes tranchées des soldats loyalistes sont exposés sur le rond-point Al-Naïm à Raqqa,. Selon l'OSDH, les pertes de l'EI sont de 28 morts. 
Le 7 août, après la découverte de nouveaux corps l'OSDH révise son bilan et affirme que 105 soldats du régime ont été tués au combat ou exécutés et que 140 sont encore portés disparus. L'OSDH déclare ignorer si ces derniers ont été tués ou s'ils se cachent dans des villages des environs de Raqqa. Il indique également que plusieurs centaines de soldats ont fui vers le Nord et sont parvenus à se réfugier dans la base de la Brigade 93, près d'Aïn Issa.
Un partisan de l'État islamique annonce pour sa part sur Twitter l'exécution de 75 prisonniers : « Grâce à Dieu, 75 fuyards de la Division-17 ont été capturés et décapités à Abou Chareb (ar) ».
Boubaker El Hakim, un important chef djihadiste franco-tunisien, est blessé à la clavicule par un tir de sniper lors des combats. Salahdine Guitone, un autre combattant maghrébin à avoir ses accès auprès du chef de l'EI, est quant à lui tué,.

### Filmographie
- Épisode The Spread of the Caliphate, premier épisode de la série The Islamic State, d'une durée de 8 minutes et 33 secondes. Réalisation de Medyan Dairieh. Diffusé pour la première fois le 7 août 2014 sur la chaîne Vice News. Autres crédits : Ben Anderson (en). Visionner l'épisode en ligne.